# Amici per la pelle (film 1920)
Amici per la pelle (Just Pals) è un film muto del 1920 diretto da John Ford (con il nome Jack Ford). È il primo film di Ford per la Fox Film Corporation.
Il film introduce il tema dell'amicizia paterna che lega due vagabondi, un giovane uomo e un ragazzino, i quali si sostengono e aiutano a vicenda. La coppia Buck Jones e Georgie Stone già anticipa alcuni degli elementi che contribuiranno allo straordinario successo di Charles Chaplin e Jackie Coogan in Il monello (1921).

## Trama
Bim è un vagabondo irresponsabile che sembra non curarsi di nulla. Ma ha un cuore generoso e prende sotto la sua ala Bill, un ragazzino di strada. Mentre la loro improbabile amicizia si consolida, il duo contrasta una rapina e riabilita la reputazione della maestra locale, sospettata di appropriazione indebita. Bim aiuta anche a riunire un altro ragazzo con la sua famiglia. Le sue nobili azioni gli fanno guadagnare il rispetto dei cittadini che prima lo consideravano soltanto un barbone buono a nulla.

## Produzione
Presentato da William Fox, il film fu prodotto dalla Fox Film Corporation.

## Distribuzione
Distribuito dalla Fox Film Corporation, il film uscì nelle sale USA il 21 ottobre 1920.